# Marțian Negrea
Marțian Negrea (Nagybaromlak, 1893. január 29. – Bukarest, 1973. július 13.) román zeneszerző, tanár, karmester.

## Életrajza
Zenei tanulmányait Nagyszebenben kezdte (1910–1914), majd Bécsben (1918–1921) Eusebie Mandicevschi és Franz Schmidt tanítványa volt. 
Bécsben megismerkedett a német zenei hagyományokkal és a kor posztmodern irányzataival, amelyek befolyásolták zenei nyelvezetét. 
Visszatérve Romániába a kolozsvári konzervatóriumban tanított formatant, hangszerelméletet, ellenpontot és kamarazenét (1921–1941), majd a Bukaresti Konzervatórium tanára lett (1941–1963).
A Kájoni-kódex tíz román jellegű darabjának első kiadása Marțian Negrea nevéhez fűződik.
Alkotásai, bár nem számosak, minden műfajra kiterjednek. 

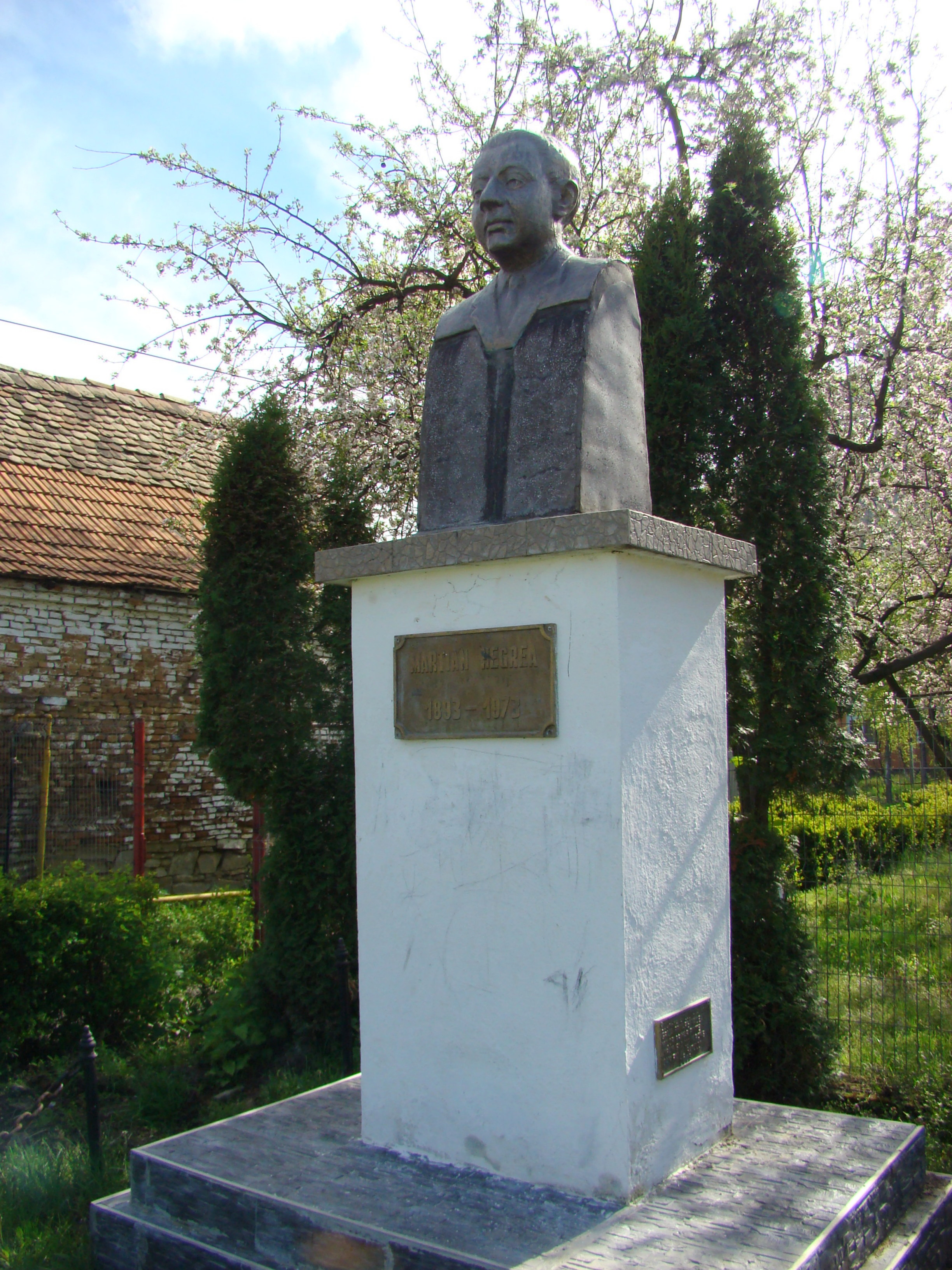
Marțian Negrea mellszobra szülőfalujában, Nagybaromlakon

## Művei

### Kamarazene
- Vonósnégyes, Op. 17, 1949
- Szvit klarinétra és zongorára, op. 27, 1960
- Március és jégbarlang, fuvoladarab, amit Lucian Blaga egyik verse inspirált
- A scărișoarai jégbarlang, klarinétra és zongorára

### Zongoraszólók
- 3 miniatűr zongoradarab gyerekeknek (1920–1945) - időtartam: 4'; Editura Didactică și Pedagogică, 1963
- 3 román vázlat zongorára (1920–1945) - időtartam: 11'45"; Revista de muzică și poezii, 1936. nr. 7; Bukarest: Román Zeneszerzők Szövetsége, 1946
- Kánonok, prelűdök, korálok, fúgák, op. 2 (1919)
- Rondó zongorára, op. 4 (1920) - időtartam: 8'; Kolozsvár: saját kiadás (1922)
- Falusi benyomások, op. 6, zongoraszvit (1921) - időtartam: 14'30"; Bukarest: ESPLA, 1957; Bukarest: Editura Muzicală, 1966
- Zongoraszonáta, op. 5, G-dúr (1921) - időtartam: 12'
- Szonatina zongorára, op. 8, a-moll (1922) - időtartam: 15'10"; Bukarest: Román Zeneszerzők Szövetsége, 1924; Bukarest: Editura Muzicală, 1959

### Szimfóniák
- Tavaszi szimfónia, op. 23, 1956
- Zenekari mű, op. 28, 1963
- Mesék Gruiból, zenekari szvit, op. 15

### Vokálszimfonikus mű
- Rekviem, op. 25, 1957

### Filmzene
- Prin Munții Apuseni, op. 20, 1952

### Opera
- Marin Pescarul, op. 12, 1933 (A librettót Mihail Sadoveanu Păcat boieresc című novellája inspirálta)

## Írások
- Tratat de instrumente (1925)
- Tratat de forme muzicale (1932)
- Un compozitor român din secolul al XVII-lea: Ioan Căianu (Egy XVII. századi román zeneszerző: Kájoni János, Craiova, Scrisul Românesc, [1941]
- Tratat de contrapunct și fugă (1957)
- Tratat de armonia (1958).

## Filmográfia
- Baia Mare, dokumentumfilm, 1952, eredeti zene
- Prin Munții Apuseni, 1958, eredeti zene
- Marin Pescarul, opera, tévéváltozat, TVR, rendező: Marianti Banu, 1972[5]

## Kitüntetések
1963-ban Mukaérdemrendet kapott.

## Emlékezete
1996-ban, az elhunyt családjának kezdeményezésére, a zeneszerző fia, Sorin Negrea, kulturális alapítványt hozott létre Marțian Negrea névvel. Az alapítvány elsődleges célja a román zene értékeinek, az előadók, a zeneszerzők és karmesterek népszerűsítése. Az alapítvány elnöke a művész unokája, Miruna Negrea tanárnő és zongorista, alelnöke pedig ennek férje, a fuvolás Adrian Stoica.
2003-ban, 30 évvel a halála után Nagybaromlakon leleplezték Marțian Negrea mellszobrát, számos szebeni elöljáró jelenlétében. 

## Forrás
- Viorel Cosma: Muzicieni din România. Lexicon, VII. kötet. Editura Muzicală, Bukarest, 2004.

## Fordítás
- Ez a szócikk részben vagy egészben  a   Marțian Negrea című román Wikipédia-szócikk ezen változatának fordításán alapul.  Az eredeti cikk szerkesztőit annak laptörténete sorolja fel. Ez a jelzés csupán a megfogalmazás eredetét és a szerzői jogokat jelzi, nem szolgál a cikkben szereplő információk forrásmegjelöléseként.